# سبنسر بلوك
سبنسر بلوك (15 يوليو 1908 - 7 أكتوبر 1979) (بالإنجليزية: Spencer Block)‏ هو لاعب كريكت بريطاني (وحمل سابقاً جنسية المملكة المتحدة لبريطانيا العظمى وأيرلندا).